# Kotisaari (ö i Jyväskylä, Vesanka, Saarinen)
Kotisaari är en ö i Finland. Den ligger i sjön Saarijärvi och i kommunen Jyväskylä i den ekonomiska regionen  Jyväskylä  och landskapet Mellersta Finland, i den centrala delen av landet, 240 km norr om huvudstaden Helsingfors. Öns area är 1 hektar och dess största längd är 200 meter i sydöst-nordvästlig riktning.